# Bedrîkivți, Horodok
Bedrîkivți (în ucraineană Бедриківці) este localitatea de reședință a comunei Bedrîkivți din raionul Horodok, regiunea Hmelnîțkîi, Ucraina.

## Demografie
Componența lingvistică a localității Bedrîkivți
     Ucraineană (98,98%)
     Alte limbi (1,02%)
Conform recensământului din 2001, majoritatea populației localității Bedrîkivți era vorbitoare de ucraineană (98,98%), existând în minoritate și vorbitori de alte limbi.